# Nederland Zingt-dag
De Nederland Zingt-dag is een jaarlijks evenement van de Evangelische Omroep (EO), waarop men samenkomt in de Jaarbeurs Utrecht voor koor- en samenzang. Het evenement is in 2002 ontstaan uit de splitsing van de EO-Familiedag in twee aparte evenementen: de EO-Gezinsdag en Nederland Zingt-dag. Er is ook een televisieprogramma Nederland Zingt. Bij zowel het televisieprogramma als dit evenement werden de meditaties verzorgd door dominee Arie van der Veer, maar er zijn ook miniconcerten, sprekers, quizzen en vele informatiestands.
Vanwege het veertigjarig jubileum van de Evangelische Omroep werd het evenement in 2007 extra uitgepakt. Het GelreDome in Arnhem was in dat jaar (21 april) de locatie van het evenement.
De Nederland Zingt Dag wordt jaarlijks georganiseerd door Ben de Wild Productions B.V. in opdracht van de Evangelische Omroep.